# 수드

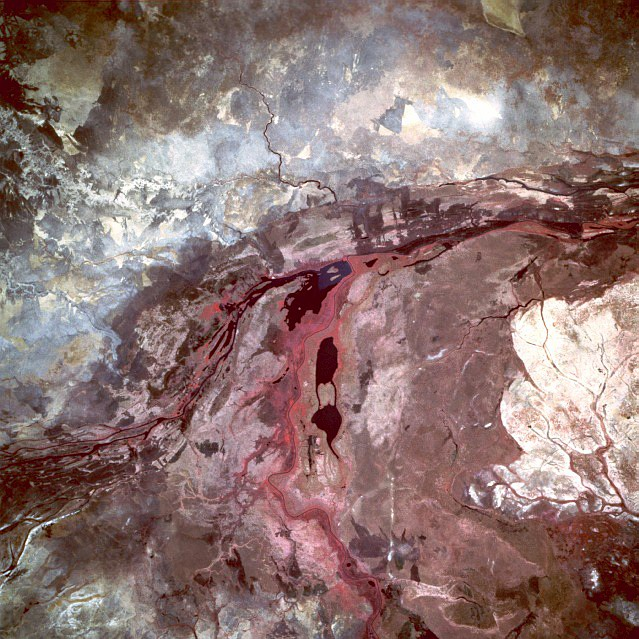
수드의 위성사진

수드(Sudd)는 남수단에 위치한 늪이다. 늪 이름은 아랍어로 "장벽" 또는 "장애물"을 뜻하는 '사드'(아랍어: سد, Sadd)에서 유래되었다. 백나일강 유역에 형성된 습지이며 건기 때의 총면적은 30,000 km2, 우기 때의 총면적은 130,000 km2이며 아프리카 최대 규모의 습지이다. 2006년 6월 5일 람사르 협약에 따라 지정된 습지로 등록되었다.

## 같이 보기
- 오카방고 삼각주